# FIU-Ligestilling
Fagbevægelsens Interne Uddannelser - Ligestilling, FIU-Ligestilling, er et partnerskab af fire fagforbund under Landsorganisationen i Danmark, LO:
- Fagligt Fællesforbund,3F
- Handel- og Kontorfunktionærernes Forbund, HK
- Dansk Metal
- Serviceforbundet

De tre førstnævnte forbund har været med fra starten i oktober 2005, mens Serviceforbundet kom med i juli 2015.

## Formålet for FIU-Ligestilling
LO har uddelegeret arbejdet med ligestilling og mangfoldighed fra sin LO-styrede aktivitet, FIU (Fagbevægelsens Interne Uddannelser), til FIU-Ligestilling i 2005. Formålet med FIU-Ligestillings arbejde er at uddanne og udvikle de tillidsvalgte kvinder og mænd i fagbevægelsen, primært tillids- og arbejdsmiljørepræsentanter, men også andre med tillidsposter i LO's fagforbund til at varetage fagbevægelsens formål med dette arbejde: At forebygge og modvirke diskrimination og at skabe rum for menneskelig mangfoldighed og ligeværd på arbejdspladsen, på arbejdsmarkedet og i samfundet i øvrigt. Disse tillidsvalgte har betydning for fagbevægelsens kontakt til medlemmerne og for udviklingen af klimaet på arbejdspladserne, når det gælder inklusion i fællesskabet og udvikling af kollegiale bånd.
Mangfoldighed forstås primært som forskellige køn og kønskulturer og forskellige menneskelige identiteter, farvet af forskellige nationaliteter og etniciteter, religioner, seksuelle orienteringer, aldre, fysiske og psykiske handicaps mm. FIU-Ligestilling ser det som sin opgave at udvikle de kompetencer og tankesæt, der er nødvendige hos tillidsvalgte og meningsdannere i fagbevægelsen for at kunne gennemføre lighedsskabende udviklinger, aktiviteter og politikker i det fagforeningsmæssige arbejde. Fagbevægelsen og FIU-Ligestilling ser derfor store udfordringer i et stærkt kønsopdelt uddannelsessystem og arbejdsmarked med f.eks. ulige og forskellige aflønninger af kvinder og mænd; udfordringer i uhensigtsmæssige vaner, rutiner og tankesæt om den menneskelige arbejdskraft, måske også pga. dens etnicitet, alder og religion, og dens værd; det er udfordringer, som opleves hver dag både i relationer til ledelsen af arbejdspladsen og i de kollegiale relationer mellem medarbejderne.

## Opgaverne for FIU-Ligestilling
For at kunne gennemføre sit formål er det FIU-Ligestillings opgaver på vegne af LO at udvikle og gennemføre tværfaglige kurser, uddannelser og konferencer og andre aktiviteter om mangfoldighed og ligestilling. Herudover organiserer FIU-Ligestilling landsdækkende netværk, nationale og internationale projekter, udgiver bøger, pjecer og andet materialet på mange sprog af hensyn til medlemmer af LO-fagbevægelsen med andre modersmål end dansk. Blandt udgivelserne er Kvindernes Blå Bog, der er en opfordring til og en protest mod KRAK's BLÅ Bog, som mest omtaler mænd. FIU-Ligestilling har siden 2005 udsendt sit årlige katalog Naturligvis med planlagte uddannelser, kurser og konferencer. Hertil kommer nyhedsbreve, Facebook-grupper og anden formidling. Alle bøger, pjecer og materiale kan downloades gratis fra hjemmesiden: (http://fiu-ligestilling.dk Arkiveret 27. oktober 2020 hos  Wayback Machine)

## Udviklingsfonden og FIU
LO finansierer sine aktiviteter i FIU og FIU-Ligestilling af midler fra Udviklingsfonden, som er oprettet gennem aftale mellem LO og Dansk Arbejdsgiverforening, DA. Pengene i fonden kommer fra indbetalinger fra arbejdsgivere, der er selv er organiseret i DA og har medarbejdere, der er organiseret i et LO-forbund. For hver time, der arbejdes af en medarbejder i disse virksomheder, indbetales et beløb til fonden. I 2015 er det 42 ørre pr. time. Disse penge fordeles med en fjerdedel til DA og tre fjerdedele til LO. LO fordeler igen sin del til sine medlemsforbund, 18 forbund i 2015, til FIU, der har uddannelses- og kursusaktivitet på tværfaglig basis og endelig til FIU-Ligestilling, der ledes af de fire nævnte LO-forbund: 3F, HK, Dansk Metal og Serviceforbundet.